# Trenes miniatura

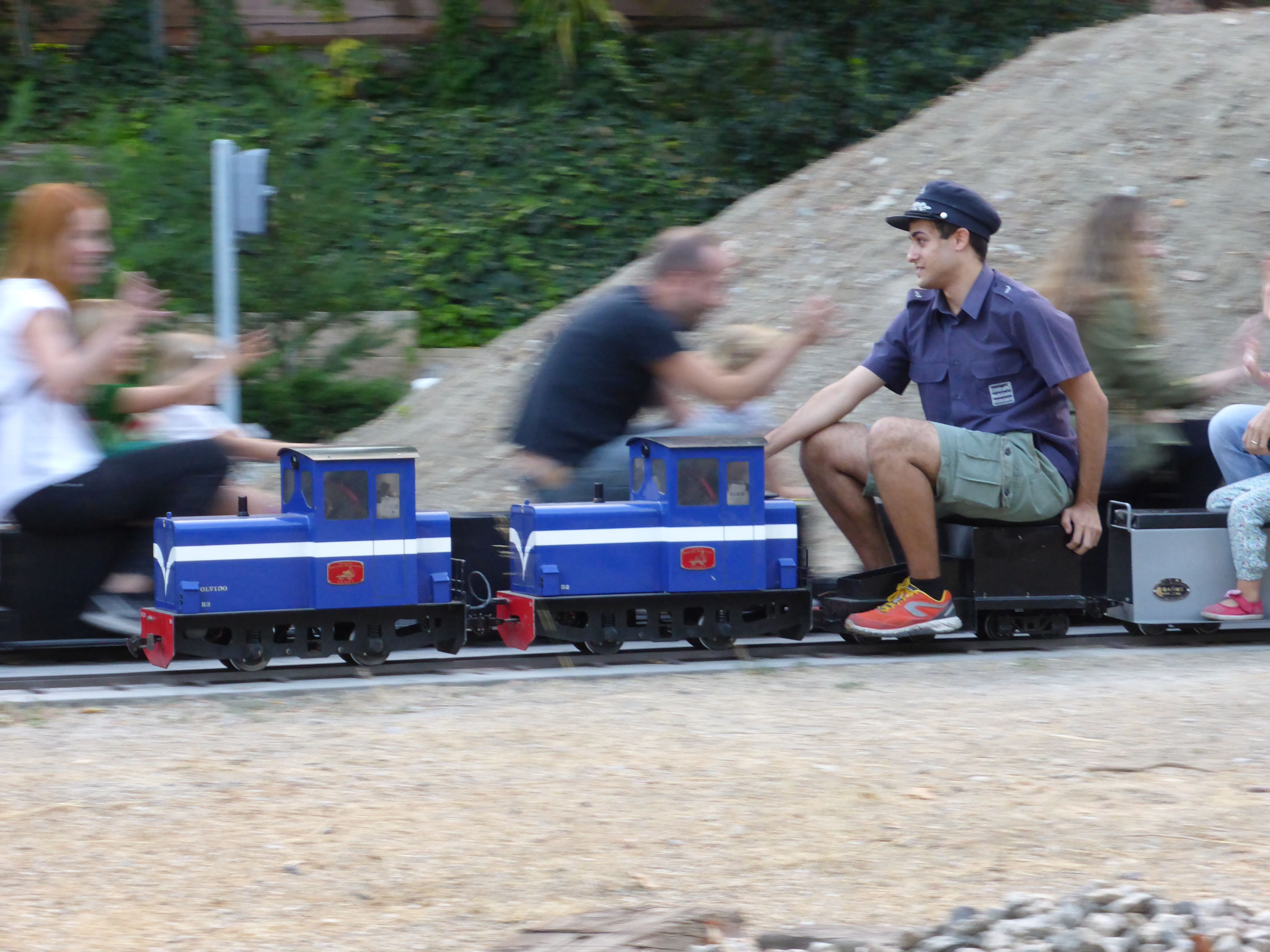
Modelismo tripulado. Estación de Delicias de Madrid.

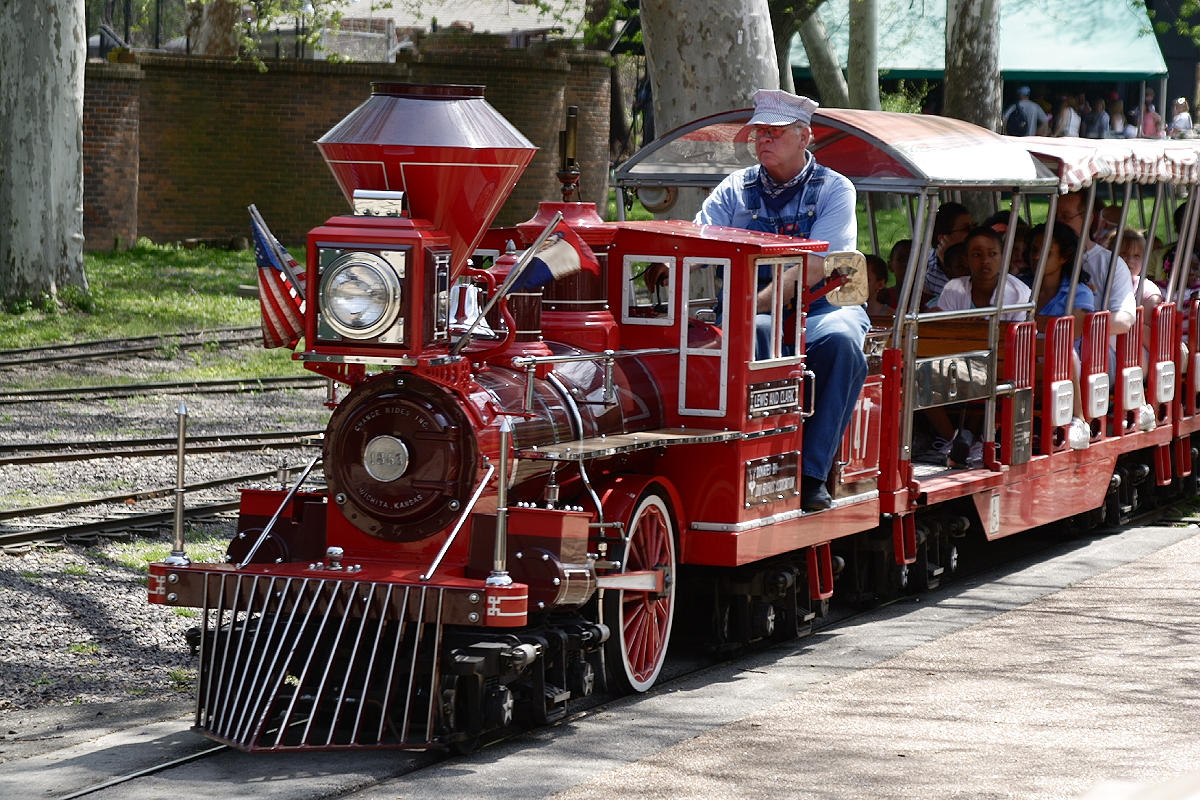
Ferrocarril Emerson Zooline de Chance Rides, réplica de un tren de Collis Potter Huntington en el Zoo de San Luis, una de las numerosas copias exactas de este modelo existentes en lugares de todo el mundo

Un ferrocarril en miniatura es un modelo a escala reducida (pero no tan reducida como las del modelismo ferroviario) de un ferrocarril capaz de transportar pasajeros.  Se utilizan locomotoras que a menudo son réplicas en miniatura de máquinas reales, siendo accionadas por motores diésel, de gasolina, de vapor vivo o eléctricos. Sus vías generalmente se montan sobre el terreno, aunque en los anchos más pequeños es necesario elevarlas sobre una pequeña plataforma para permitir disponer las piernas de los pasajeros apoyadas sobre estribos.

## Características generales

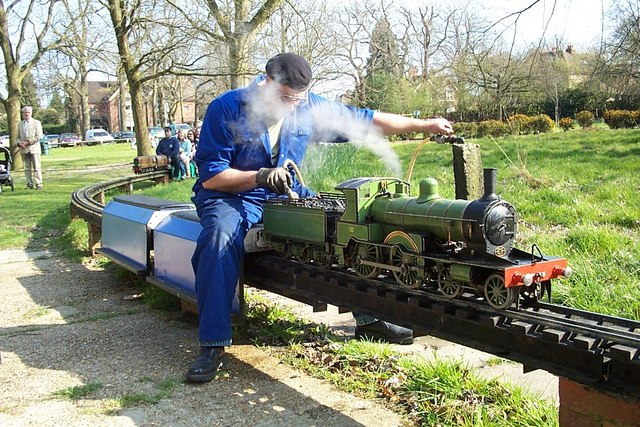
Ferrocarril miniatura con vía elevada en Crawley, Reino Unido

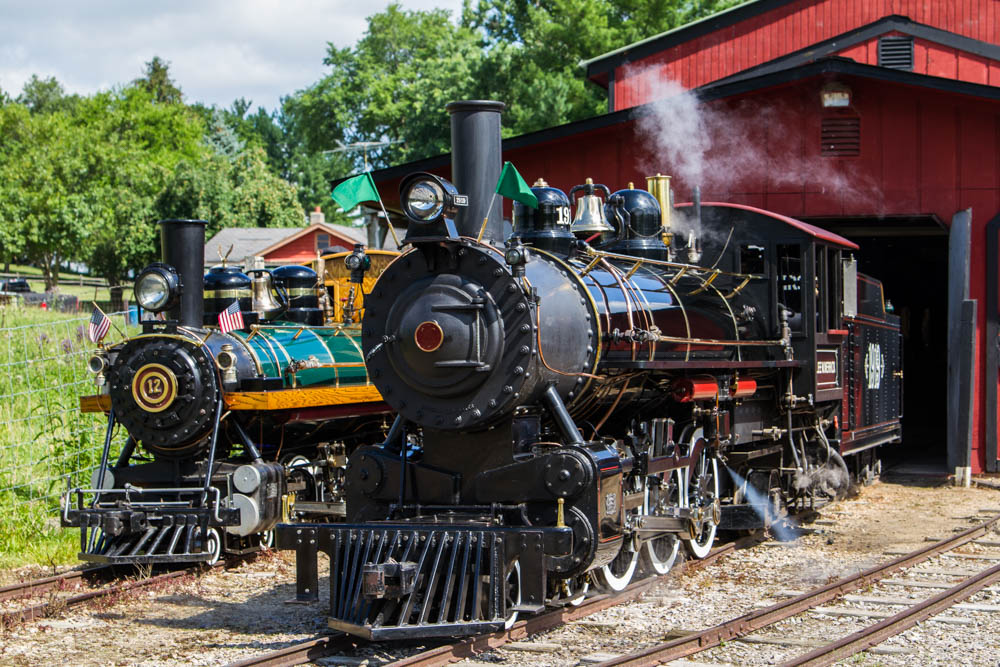
Dos locomotoras del Ferrocarril de Whiskey River, una atracción en Little Amerricka en Marshall, Wisconsin

Por lo general, los ferrocarriles en miniatura tienen un ancho de vía comprendido entre 5 plg (127 mm) y  15 plg (381 mm), aunque también se utilizan medidas más grandes y más pequeñas.
En anchos de 5 plg (127 mm) y menos, la vía suele elevarse sobre el nivel del suelo para facilitar el acomodo de las piernas de los pasajeros. Los vagones son plataformas planas, provistas de estribos para que el maquinista y los pasajeros se sienten a horcajadas sobre la vía. Las vías a menudo disponen de varios anchos simultáneamente, de forma que puedan utilizarse en el mismo tendido locomotoras de 5 plg (127 mm), de 3 1/2 plg (89 mm) e incluso de 2 1/2 plg (64 mm) de ancho.
Las vías de ancho más pequeño de los ferrocarriles en miniatura pueden ser portátiles, y generalmente en el intervalo 3 1/2 plg (89 mm)/5 plg (127 mm) se usan vías elevadas, y en el intervalo 7 1/4 plg (184 mm)/10 1/4 plg (260 mm) pueden situarse a nivel del suelo. Por lo general, las vías portátiles se usan para transportar pasajeros en ocasiones puntuales, como fiestas y ferias de verano.
Por lo general, las líneas en miniatura son operadas por organizaciones sin ánimo de lucro, a menudo sociedades de ingeniería de modelos, aunque algunas son completamente privadas y otras operan comercialmente.
Existen numerosas organizaciones nacionales que representan y brindan orientación sobre las operaciones ferroviarias en miniatura, incluida la Asociación Australiana de Vapor en Vivo y la Federación del Sur de Sociedades de Ingeniería de Modelos.

## Distinciones entre modelos, miniaturas y ferrocarril de vía mínima
Un modelo de ferrocarril es aquel en el que el ancho de vía es demasiado pequeño para que las personas puedan viajar en los trenes. Debido al uso de vías de ancho mixto, los pasajeros pueden viajar en un ferrocarril en miniatura arrastrado por una locomotora de mayor tamaño, aunque esto es raro.
Los ferrocarriles en miniatura pueden ser utilizados para trasladar personas, sirviendo como actividad recreativa a sus constructores y pasajeros. En los Estados Unidos, también se conocen como 'ferrocarriles conducibles' o 'ferrocarriles a gran escala'. Los anchos de vía reconocidos como ferrocarriles en miniatura varían según el país, pero para el Reino Unido el ancho máximo es de 350 mm.
El ferrocarril de ancho mínimo, generalmente con un ancho de vía de al menos 15", se concibió originalmente como un ferrocarril comercial ideado para trabajar en propiedades privadas, instalaciones industriales, plantaciones o para trayectos de enlace con otros sistemas de transporte público.
En el Reino Unido, el criterio utilizado por la ORR ("Office of Rail and Road"), la Oficina de Ferrocarriles y Carreteras, es que un ferrocarril con un "ancho de 350 mm [o superior] o que cruce una calzada" no se clasifica como miniatura, y por lo tanto, está sujetos a una regulación formal, pudiendo ser ferrocarriles menores o ferrocarriles patrimoniales. El concepto de ferrocarril de ancho mínimo no se reconoce a efectos de la regulación legal.

### Ancho
En todo el mundo hay más de 1000 ferrocarriles en miniatura abiertos al público, y el ancho de 7 1/4 plg (184 mm) es, con mucho, el más numeroso.

## Ejemplos de ferrocarriles en miniatura
| Nombre                                                                     | Ancho                                                                                                 | País            | Localización                                                                                     | Notas |
| -------------------------------------------------------------------------- | --- | --------------- | ------------------------------------------------------------------------------------------------ | --- |
| Ferrocarril Keighley & District Model Engineering Society Marley (KDMES)   | Ancho mixto: 3,5 pulgadas (8,9 cm) 5 pulgadas (12,7 cm)                                               | Reino Unido     | Keighley, Yorkshire del Oeste                                                                    | KDMES opera trenes sobre un circuito de vía de 1200 pies (366 m) de longitud localizado en el Centro de Actividad Marley de Keighley. El ferrocarril está abierto para viajes públicos durante el verano y está disponible para actos privados y eventos corporativos. |
| Pequeño Tren de los Templarios                                             | Ancho mixto: 5 plg (127 mm) 7 1/4 plg (184 mm)                                                        | Francia         | Épinay-sur-Orge                                                                                  | Posee dos circuitos de 350 metros en 5 plg (127 mm) y 7 1/4 plg (184 mm). Nueve locomotoras eléctricas y diésel. Principalmente locomotoras francesas. Abierto algunos domingos de marzo a noviembre.                                                                  |
| Sociedad de Modelistas Nelson                                              | Ancho mixto: 2 1/2 plg (64 mm) 3 1/2 plg (89 mm) 5 plg (127 mm) 6 1/4 plg (159 mm) 7 1/4 plg (184 mm) | Nueva Zelanda   | Nelson                                                                                           | |
| Ferrocarril Ligero There & Back                                            | 7 1/4 plg (184 mm)                                                                                    | Reino Unido     | Midlands del Este                                                                                | Este ferrocarril es totalmente portátil y se puede configurar en casi cualquier lugar plano. Se puede ver en eventos por todo el país y utiliza una locomotora de vapor Bagnall sobre una vía de 200 ft/60m a nivel del suelo                                          |
| Ferrocarril Miniatura de Bushey                                            | 5 plg (127 mm)                                                                                        | Reino Unido     | Hertfordshire                                                                                    | Un ferrocarril en miniatura con vía de 5" de ancho en Bushey, Herts, que consta de una vía a nivel del suelo de 230 pies/70 m con varios apartaderos y dos puentes. Es un ferrocarril privado, pero permite visitas y paseos disponibles con cita previa.              |
| Sociedad de Ingeniería de Modelos de Wirral                                | Ancho mixto: 2 1/2 plg (64 mm) 3 1/2 plg (89 mm) 5 plg (127 mm) 7 1/4 plg (184 mm)                    | Reino Unido     | Royden Park, Wirral                                                                              | |
| Club Whangarei de Ingeniería de Modelos                                    | Ancho mixto: 5 plg (127 mm) 7 1/4 plg (184 mm)                                                        | Nueva Zelanda   | Whangarei                                                                                        | |
| Sociedad de Ingeniería de Modelos de Auckland Incorporada                  | Ancho mixto: 3 1/2 plg (89 mm) 5 plg (127 mm) 7 1/4 plg (184 mm)                                      | Nueva Zelanda   | Auckland                                                                                         | |
| Manukau Live Steamers                                                      | Ancho mixto: 3 1/2 plg (89 mm) 5 plg (127 mm) 7 1/4 plg (184 mm)                                      | Nueva Zelanda   | Manukau                                                                                          | |
| Sociedad del Ferrocarril Vía Pequeña Thames                                | Ancho mixto: 5 plg (127 mm) 7 1/4 plg (184 mm)                                                        | Nueva Zelanda   | Thames                                                                                           | |
| Tauranga Model Marine and Engineering Clubs                                | Ancho mixto: 21⁄2 in (63mm) 3 1/2 plg (89 mm) 5 plg (127 mm) 7 1/4 plg (184 mm)                       | Nueva Zelanda   | Tauranga                                                                                         | |
| Eastern Bay of Plenty Model Engineering Society                            | Ancho mixto: 5 plg (127 mm) 7 1/4 plg (184 mm)                                                        | Nueva Zelanda   | Whakatane                                                                                        | |
| Hawkes Bay Model Engineering Society                                       | Ancho mixto: 3 1/2 plg (89 mm) 5 plg (127 mm)                                                         | Nueva Zelanda   | Napier                                                                                           | |
| Havelock North y Live Steamers Associated                                  | Ancho mixto: 5 plg (127 mm) 7 1/4 plg (184 mm)                                                        | Nueva Zelanda   | Havelock North, Hastings                                                                         | |
| New Plymouth Society of Model and Experimental Engineers                   | Ancho mixto: 21⁄2 in (63mm) 3 1/2 plg (89 mm) 5 plg (127 mm)                                          | Nueva Zelanda   | New Plymouth                                                                                     | |
| Palmerston North Model Engineering Club Inc                                | Ancho mixto: 5 plg (127 mm) 7 1/4 plg (184 mm)                                                        | Nueva Zelanda   | Palmerston Norte                                                                                 | |
| Ferrocarril miniatura de Kapiti y Model Engineering Society Inc            | Ancho mixto: 21⁄2 in (63mm) 3 1/2 plg (89 mm) 5 plg (127 mm) 7 1/4 plg (184 mm)                       | Nueva Zelanda   | Paraparaumu                                                                                      | |
| Maidstone Model Engineering Society                                        | Ancho mixto: 21⁄2 in (63mm) 3 1/2 plg (89 mm) 5 plg (127 mm) 7 1/4 plg (184 mm)                       | Nueva Zelanda   | Upper Hutt                                                                                       | |
| Hutt Valley Model Engineering Society                                      | Ancho mixto: 3 1/2 plg (89 mm) 5 plg (127 mm) 7 1/4 plg (184 mm)                                      | Nueva Zelanda   | Lower Hutt                                                                                       | |
| Ferrocarril Miniatura de Bridgend                                          | Ancho mixto: 3 1/2 plg (89 mm) 5 plg (127 mm) 7 1/4 plg (184 mm)                                      | Reino Unido     | Bridgend                                                                                         | [ 11 ] |
| Ferrocarril Miniatura de Caldecotte                                        | Ancho mixto: 3 1/2 plg (89 mm) 5 plg (127 mm) 7 1/4 plg (184 mm)                                      | Reino Unido     | Milton Keynes, Buckinghamshire                                                                   | El Ferrocarril Miniatura de Caldecotte incluye un vagón adaptado para discapacitados. |
| Ferrocarril Miniatura de Chelmsford City                                   | Ancho mixto: 3 1/2 plg (89 mm) 5 plg (127 mm) 7 1/4 plg (184 mm)                                      | Reino Unido     | Chelmsford                                                                                       | Operado por la Sociedad de Ingeniería de Modelos de Chelmsford |
| Ferrocarril Miniatura de Cinderbarrow                                      | Ancho mixto: 3 1/2 plg (89 mm) 5 plg (127 mm) 7 1/4 plg (184 mm)                                      | Reino Unido     | Yealand Redmayne, Lancashire                                                                     | [ 13 ] |
| Ferrocarril Miniatura de Derwen Fawr                                       | Ancho mixto: 3 1/2 plg (89 mm) 5 plg (127 mm)                                                         | Reino Unido     | Swansea, Wales                                                                                   | Operado por la Sociedad de Ingeniería de Modelos de Swansea |
| Hamilton Model Engineers                                                   | Ancho mixto: 3 1/2 plg (89 mm) 5 plg (127 mm) 7 1/4 plg (184 mm)                                      | Nueva Zelanda   | Minogue Park, Hamilton                                                                           | Fundado en 1931. En el Parque Minogue desde 1983. |
| Ferrocarril Miniatura de Pembrey                                           | Ancho mixto: 3 1/2 plg (89 mm) 5 plg (127 mm) 7 1/4 plg (184 mm)                                      | Reino Unido     | Parque de Pembrey Country, Carmarthenshire                                                       | [ 17 ] |
| Ferrocarril en miniatura de Riverside                                      | Ancho mixto: 5 plg (127 mm) 7 1/4 plg (184 mm)                                                        | Reino Unido     | Saint Neots, Cambridgeshire                                                                      | [ 18 ] |
| Pequeño Tren de Vapor de Forest                                            | Ancho mixto: 5 plg (127 mm) 7 1/4 plg (184 mm)                                                        | Bélgica         | Región de Bruselas-Capital                                                                       | [ 19 ] |
| Sociedad de Ingeniería de Modelos y Experimentos de Tyneside               | Ancho mixto: 3 1/2 plg (89 mm) 5 plg (127 mm) 7 1/4 plg (184 mm)                                      | Reino Unido     | Parque de Exposiciones, Newcastle, Newcastle upon Tyne                                           | [ 20 ] |
| Ferrocarril de la Casa Barton                                              | 3 1/2 plg (89 mm)                                                                                     | Reino Unido     | Wroxham, Norfolk                                                                                 | |
| Club de Ingeniería de Modelos Ferroviarios de Canvey                       | 3 1/2 plg (89 mm)                                                                                     | Reino Unido     | Canvey Island, Essex                                                                             | Vía elevada mixta: 3.5" y 5" |
| Ferrocarril Miniatura de Crowborough                                       | 3 1/2 plg (89 mm)                                                                                     | Reino Unido     | East Sussex                                                                                      | [ 21 ] |
| Ferrocarril en miniatura del Parque Cutteslowe                             | 3 1/2 plg (89 mm)                                                                                     | Reino Unido     | Oxford, Oxfordshire                                                                              | [ 22 ] |
| Sociedad de Ingeniería de Modelos Leyland                                  | 3 1/2 plg (89 mm)                                                                                     | Reino Unido     | Lancashire                                                                                       | [ 23 ] |
| Sociedad de Ingeniería de Modelos de Maidstone                             | 3 1/2 plg (89 mm)                                                                                     | Reino Unido     | Mote Park, Maidstone, Kent                                                                       | [ 24 ] |
| Sociedad de Ingeniería de Modelos de Londres Norte                         | 3 1/2 plg (89 mm) 5 plg (127 mm) 7 1/4 plg (184 mm)                                                   | Reino Unido     | Hertfordshire                                                                                    | [ 25 ] |
| Ferrocarril ligero de Ridgeway Park                                        | 3 1/2 plg (89 mm)                                                                                     | Reino Unido     | Chingford, Londres                                                                               | |
| Ingeniería de Modelos y Experimentos de Spenborough Ltd                    | 3 1/2 plg (89 mm)                                                                                     | Reino Unido     | Cleckheaton, West Yorkshire, BD19 5LL                                                            | [ 26 ] |
| Sociedad de Ingeniería de Modelos de Tonbridg                              | 3 1/2 plg (89 mm)                                                                                     | Reino Unido     | Kent                                                                                             | |
| Ferrocarril Miniatura de Camberra                                          | 3 1/2 plg (89 mm)                                                                                     | Australia       | Canberra, Australia                                                                              | [ 27 ] |
| Parque S.A.S.M.E.E.                                                        | 3 1/2 plg (89 mm)                                                                                     | Australia       | Adelaida, Australia                                                                              | [ 28 ] |
| Ferrocarril de La Cañada Valley                                            | 4 3/4 plg (121 mm)                                                                                    | Estados Unidos  | La Cañada Flintridge                                                                             | Localizado en la casa de Ollie Johnston, animador de Disney. Influyó en el diseño del Ferrocarril Carolwood Pacific de Walt Disney. Desaparecido. |
| Ferrocarril de las Delicias                                                | 5 in (127 mm)                                                                                         | España          | Madrid                                                                                           | Localizado en el Museo del Ferrocarril de Madrid |
| Ferrocarril Miniatura de Beech Hurst Park                                  | 5 in (127 mm)                                                                                         | Reino Unido     | Haywards Heath, West Sussex                                                                      | Vía elevada mixta de 3.5" y 5" |
| Club de Ingeniería de Modelos Ferroviarios de Canvey                       | 5 plg (127 mm)                                                                                        | Reino Unido     | Canvey Island, Essex                                                                             | Vía elevada mixta: 3.5" y 5" |
| Ferrocarril Miniatura de Ryton Pools                                       | 5 plg (127 mm)                                                                                        | Reino Unido     | Parque de Ryton Pools Country                                                                    | Sociedad de Ingeniería de Modelos de Coventry. También ancho de 3 1/2 plg (89 mm) |
| Ferrocarril en miniatura del Parque Cutteslowe                             | 5 plg (127 mm)                                                                                        | Reino Unido     | Oxford, Oxfordshire                                                                              | Elevado y a nivel del suelo |
| Sociedad de Ingeniería de Modelos de East Grinstead                        | 5 plg (127 mm)                                                                                        | Reino Unido     | East Grinstead, West Sussex                                                                      | Vía a nivel del suelo transportable |
| Ferrocarril en miniatura del parque Eaton                                  | 5 plg (127 mm)                                                                                        | Reino Unido     | Norwich                                                                                          | Dos líneas mixtas, una de 3.5 y 5", y otra de 5" y 7.25" de ancho |
| Sociedad de Ingeniería de Modelos de Hornsby, Galston, Nueva Gales del Sur | 5 plg (127 mm)                                                                                        | Australia       | Galston, Nueva Gales del Sur                                                                     | 5 plg (127 mm) |
| Sociedad de Ingeniería de Modelos Leyland                                  | 5 plg (127 mm)                                                                                        | Reino Unido     | Lancashire                                                                                       | [ 23 ] |
| Sociedad de Ingeniería de Modelos de Maidstone                             | 5 plg (127 mm)                                                                                        | Reino Unido     | Mote Park, Maidstone, Kent                                                                       | [ 24 ] |
| Sociedad de Ingeniería de Modelos de Maidstone Mid Cheshire                | Ancho mixto: 3 1/2 plg (89 mm) 5 plg (127 mm) 7 1/4 plg (184 mm)                                      | Reino Unido     | Sandiway, Cheshire                                                                               | [ 33 ] |
| Ferrocarril de Mount Edgcumbe House                                        | 5 plg (127 mm)                                                                                        | Reino Unido     | Monte Edgcumbe House, Cremyll, Cornualles                                                        | [ 34 ] |
| Ferrocarril Miniatura de Copsewood                                         | 5 plg (127 mm)                                                                                        | Reino Unido     | Copsewood Sports Ground, Binley, Coventry                                                        | También anchos de 3 1/2 plg (89 mm) & 7 1/4 plg (184 mm) |
| Ribble Valley Live Steamers                                                | 5 plg (127 mm)                                                                                        | Reino Unido     | Clitheroe, Lancashire                                                                            | También anchos de 2 1/2 plg (64 mm) & 3 1/2 plg (89 mm) |
| Ferrocarril ligero de Ridgeway Park                                        | 5 plg (127 mm)                                                                                        | Reino Unido     | Chingford, Londres                                                                               | |
| Ingeniería de Modelos y Experimentos de Spenborough Ltd                    | 5 plg (127 mm)                                                                                        | Reino Unido     | Cleckheaton, West Yorkshire BD19 5LL                                                             | [ 26 ] |
| Ferrocarril de Anyoji Garden                                               | 5 plg (127 mm)                                                                                        | Japón           | Toyoura, Yamaguchi, Ciudad Shimonoseki                                                           | 3 1/2 plg (89 mm) y 5 plg (127 mm) |
| Ichikawa Live Steamers                                                     | 5 plg (127 mm)                                                                                        | Japón           | Ichikawa (Chiba), Tokio                                                                          | [ 39 ] |
| Illawarra Live Steamers                                                    | 5 plg (127 mm)                                                                                        | Australia       | North Wollongong                                                                                 | La vía a nivel del suelo es de 5". La vía mixta elevada es de 5", 3-1/2" y 2-1/2". También hay una vía ajardinada en el interior de la vía elevada |
| Ferrocarril Miniatura de Camberra                                          | 5 plg (127 mm)                                                                                        | Australia       | Canberra                                                                                         | [ 27 ] |
| Sociedad de Ingeniería de Modelos de Hawkes Bay                            | 5 plg (127 mm)                                                                                        | Nueva Zelanda   | Parque Anderson, Napier                                                                          | 3 1/2 plg (89 mm) y 5 plg (127 mm) |
| Sociedad de Ingeniería de Modelos de los Distritos del Norte               | 5 plg (127 mm)                                                                                        | Australia       | Balcatta, Australia Occidental                                                                   | 2 1/2 plg (64 mm), 3 1/2 plg (89 mm), 5 plg (127 mm) y 7 1/4 plg (184 mm) |
| Ferrocarril Miniatura de Portarlington                                     | 5 plg (127 mm)                                                                                        | Australia       | Victoria                                                                                         | 5 plg (127 mm) y 7 1/4 plg (184 mm) |
| Parque S.A.S.M.E.E.                                                        | 5 plg (127 mm)                                                                                        | Australia       | Adelaida                                                                                         | [ 42 ] |
| Stoomgroep Turnhout                                                        | 5 plg (127 mm)                                                                                        | Bélgica         | Turnhout                                                                                         | 5 plg (127 mm); vía a nivel del suelo |
| Stoomgroep West Zuiderpark                                                 | 5 plg (127 mm)                                                                                        | Países Bajos    | La Haya                                                                                          | 3 1/2 plg (89 mm) y 5 plg (127 mm) óvalo elevado de ancho mixto. |
| Parque del Vapor Suizo                                                     | 5 plg (127 mm)                                                                                        | Suiza           | Le Bouveret                                                                                      | Ancho mixto: 7 1/4 plg (184 mm) y 5 plg (127 mm) |
| Sociedad de Locomotoras de Vapor en Vivo de Sídney                         | 5 plg (127 mm)                                                                                        | Australia       | West Ryde, Nueva Gales del Sur                                                                   | 5 plg (127 mm), 3 1/2 plg (89 mm) y 64 mm ( 21/2") |
| Ferrocarril en miniatura de Willans Hill                                   | 5 plg (127 mm)                                                                                        | Australia       | Wagga Wagga, NSW                                                                                 | [ 46 ] |
| Sociedad de Ingeniería de Modelos del Distrito de Wimbourne                | 5 in (127 mm)                                                                                         | Reino Unido     | Dorset                                                                                           | Vía a nivel del suelo de 5" (127 mm) y un tramo corto de vía elevada de ancho 3 1/2" (89 mm) y 2 1/2" (64 mm) |
| Ferrocarril en miniatura de Abbeydale                                      | Ancho mixto: 3 1/2 plg (89 mm) 5 plg (127 mm) 7 1/4 plg (184 mm)                                      | Reino Unido     | Sheffield                                                                                        | Vía elevada mixta: 3.5", 5" y 7.25" Vía a nivel del suelo mixta: 5" y 7.25" |
| Ferrocarril Miniatura de Acton                                             | 7 1/4 plg (184 mm)                                                                                    | Reino Unido     | Museo del Transporte Cocheras de Acton Londres                                                   | [ 48 ] |
| Tren Miniatura de Parque Alexandra                                         | 7 1/4 plg (184 mm)                                                                                    | Reino Unido     | Alexandra Park, Hastings                                                                         | |
| Ferrocarril de Ashton Court                                                | Ancho mixto: 3 1/2 plg (89 mm) 5 plg (127 mm) 7 1/4 plg (184 mm)                                      | Reino Unido     | Bristol                                                                                          | Vía elevada mixta: 3.5" y 5" Vía a nivel del suelo: mixta de 5" y 7.25" |
| Tren Ligero de Millerbeck                                                  | 7 1/4 plg (184 mm)                                                                                    | Reino Unido     | Staveley-in-Cartmel, Cumbria                                                                     | Abierto en 1985, propiedad privada, abierto al público. |
| Ferrocarril ligero del parque Barking                                      | 7 1/4 plg (184 mm)                                                                                    | Reino Unido     |                                                                                                  | Reabierto en 2009. |
| Ferrocarril Miniatura de Barnards Farm                                     | 7 1/4 plg (184 mm)                                                                                    | Reino Unido     |                                                                                                  | |
| Ferrocarril de la Casa Barton                                              | 7 1/4 plg (184 mm)                                                                                    | Reino Unido     | Wroxham, Norfolk                                                                                 | |
| Ferrocarril de Beamish Cog                                                 | 7 1/4 plg (184 mm)                                                                                    | Reino Unido     | Museo Beamish, Durham                                                                            | |
| Ferrocarril ligero de Beer Hights                                          | 7 1/4 plg (184 mm)                                                                                    | Reino Unido     | Devon                                                                                            | |
| Ferrocarril Ligero de Bekonscot                                            | 7 1/4 plg (184 mm)                                                                                    | Reino Unido     | Buckinghamshire                                                                                  | [ 52 ] |
| Ferrocarril Miniatura de Bentley                                           | 7 1/4 plg (184 mm)                                                                                    | Reino Unido     |                                                                                                  | [ 53 ] |
| Ferrocarril Miniatura de Bents                                             | 7 1/4 plg (184 mm)                                                                                    | Reino Unido     | Warrington                                                                                       | 1982–88 |
| Ferrocarril en miniatura del Parque Brockwell                              | 7 1/4 plg (184 mm)                                                                                    | Reino Unido     | Sur de Londres                                                                                   | 1951–1961 & 2003–al presente |
| Ferrocarril Miniatura de Brookside                                         | 7 1/4 plg (184 mm)                                                                                    | Reino Unido     | Poynton                                                                                          | 1988–99; cerrado |
| Club de Ingeniería de Modelos Ferroviarios de Canvey                       | 7 1/4 plg (184 mm)                                                                                    | Reino Unido     | Canvey Island, Essex                                                                             | A nivel del suelo |
| Ferrocarril Miniatura de Coate Water                                       | 7 1/4 plg (184 mm)                                                                                    | Reino Unido     | Parque de Coate Water Country, Swindon                                                           | Ancho combinado: 7 1/4 plg (184 mm) y 5 plg (127 mm) |
| Ferrocarril en miniatura del Museo del Ferrocarril del Valle de Conwy      | 7 1/4 plg (184 mm)                                                                                    | Reino Unido     | Gales                                                                                            | |
| Parque Cutteslowe                                                          | 7 1/4 plg (184 mm)                                                                                    | Reino Unido     | Oxford, Oxfordshire                                                                              | [ 22 ] |
| Parque Danson                                                              | 7 1/4 plg (184 mm)                                                                                    | Reino Unido     | Bexleyheath                                                                                      | 1946–1948 |
| Parque de Aventura Dobwalls                                                | 7 1/4 plg (184 mm)                                                                                    | Reino Unido     | Cornualles                                                                                       | Cerrado |
| Ferrocarril Miniatura de Dragon                                            | 7 1/4 plg (184 mm)                                                                                    | Reino Unido     | Marple, Gran Mánchester                                                                          | [ 54 ] |
| Ferrocarril de Eastbourne Miniature Steam                                  | 7 1/4 plg (184 mm)                                                                                    | Reino Unido     | East Sussex                                                                                      | [ 58 ] |
| Ferrocarril en miniatura de East Herts                                     | 7 1/4 plg (184 mm)                                                                                    | Reino Unido     | Gran Amwell cerca de Ware, Hertfordshire                                                         | [ 59 ] |
| Ferrocarril de Echills Wood                                                | 7 1/4 plg (184 mm)                                                                                    | Reino Unido     | Kingsbury Water Park, Warwickshire                                                               | [ 60 ] |
| Ferrocarril en miniatura de Fancott                                        | 7 1/4 plg (184 mm)                                                                                    | Reino Unido     | Bedfordshire                                                                                     | [ 61 ] |
| Ferrocarril Miniatura de Foxfield                                          | 7 1/4 plg (184 mm)                                                                                    | Reino Unido     | Stoke-on-Trent                                                                                   | [ 62 ] |
| Ferrocarril Miniatura de Frimley Lodge                                     | 7 1/4 plg (184 mm)                                                                                    | Reino Unido     |                                                                                                  | [ 63 ] |
| Gran Ferrocarril de Cockcrow                                               | 7 1/4 plg (184 mm)                                                                                    | Reino Unido     |                                                                                                  | [ 64 ] |
| Ferrocarril Miniatura de Grosvenor Park                                    | 7 1/4 plg (184 mm)                                                                                    | Reino Unido     | Chester                                                                                          | [ 65 ] |
| Sociedad de Ingeniería de Modelos de Guildford                             | 7 1/4 plg (184 mm)                                                                                    | Reino Unido     | Surrey                                                                                           | [ 66 ] |
| Sociedad del Tren Miniatura de Halton                                      | 7 1/4 plg (184 mm)                                                                                    | Reino Unido     | Runcorn, Cheshire                                                                                | [ 67 ] |
| Ferrocarril de High Legh                                                   | 7 1/4 plg (184 mm)                                                                                    | Reino Unido     | High Legh Garden Centre, Cheshire                                                                | [ 68 ] |
| Ferrocarril del jardín de Hollycombe                                       | 7 1/4 plg (184 mm)                                                                                    | Reino Unido     | Iron Hill, Liphook, Hampshire                                                                    | [ 69 ] |
| Club de Modelismo Ferroviario de Ilford & West Essex                       | 7 1/4 plg (184 mm)                                                                                    | Reino Unido     | Chadwell Heath                                                                                   | [ 70 ] |
| Sociedad de Ingeniería de Modelos Leyland                                  | 7 1/4 plg (184 mm)                                                                                    | Reino Unido     | Lancashire                                                                                       | [ 23 ] |
| Ferrocarril de Little Orchard                                              | 7 1/4 plg (184 mm)                                                                                    | Reino Unido     | Suffolk                                                                                          | [ 71 ] |
| Ferrocarril de Little Western                                              | 7 1/4 plg (184 mm)                                                                                    | Reino Unido     | Newquay, Cornwall                                                                                | [ 72 ] |
| Ferrocarril Miniatura de Lodge Farm Park                                   | 7 1/4 plg (184 mm)                                                                                    | Reino Unido     | Romford                                                                                          | |
| Sociedad de Ingeniería de Modelos de Maidstone y Distrito Ltd              | Ancho mixto: 3 1/2 plg (89 mm) 5 plg (127 mm) 7 1/4 plg (184 mm)                                      | Reino Unido     | Thames Ditton, Surrey                                                                            | [ 73 ] |
| Sociedad de Ingeniería de Modelos de Maidstone Mid Cheshire                | 7 1/4 plg (184 mm)                                                                                    | Reino Unido     | Sandiway, Cheshire                                                                               | [ 33 ] |
| Fenn Bell Inn Zoo                                                          | 7 1/4 plg (184 mm)                                                                                    | Reino Unido     | St. Mary Hoo, Kent                                                                               | [ 74 ] |
| Ferrocarril de Mizens                                                      | 7 1/4 plg (184 mm)                                                                                    | Reino Unido     | Woking, Surrey                                                                                   | [ 75 ] |
| Ferrocarril del Valle de Moors                                             | 7 1/4 plg (184 mm)                                                                                    | Reino Unido     | Dorset                                                                                           | [ 76 ] |
| Ferrocarril de Mortocombe                                                  | 7 1/4 plg (184 mm)                                                                                    | Reino Unido     | Chilton, Oxfordshire                                                                             | [ 77 ] |
| Museo de la Potencia                                                       | 7 1/4 plg (184 mm)                                                                                    | Reino Unido     | Langford, Essex                                                                                  | |
| Museo Nacional del Ferrocarril de York                                     | 7 1/4 plg (184 mm)                                                                                    | Reino Unido     | York                                                                                             | |
| Ferrocarril de las Islas Ness                                              | 7 1/4 plg (184 mm)                                                                                    | Reino Unido     | Inverness, Escocia                                                                               | |
| Sociedad de Ingeniería de Modelos de Londres Norte                         | 7 1/4 plg (184 mm)                                                                                    | Reino Unido     |                                                                                                  | [ 25 ] |
| Ferrocarril Miniatura de Parkland                                          | 7 1/4 plg (184 mm)                                                                                    | Reino Unido     | Hemsby, Norfolk                                                                                  | |
| Ferrocarril Miniatura de Pinewood                                          | 7 1/4 plg (184 mm)                                                                                    | Reino Unido     | Wokingham, Berkshire                                                                             | Ancho combinado: 7 1/4 plg (184 mm) ay 5 plg (127 mm) |
| Ferrocarril del Plowman                                                    | 7 1/4 plg (184 mm)                                                                                    | Reino Unido     | Dorset                                                                                           | |
| Polegate & District Model Engineering Club (PADMEC)                        | Ancho mixto: 3 1/2 plg (89 mm) 5 plg (127 mm)                                                         | Reino Unido     | Polegate, East Sussex                                                                            | Vía mixta elevada: 3.5" y 5" |
| Parque Hidden Valley Discovery                                             | 7 1/4 plg (184 mm)                                                                                    | Reino Unido     | Hidden Valley Discovery Park, Cornualles                                                         | [ 80 ] |
| Ferrocarril ligero de Pugneys                                              | 7 1/4 plg (184 mm)                                                                                    | Reino Unido     | Wakefield                                                                                        | [ 81 ] |
| Ferrocarril ligero de Ridgeway Park                                        | 7 1/4 plg (184 mm)                                                                                    | Reino Unido     | Chingford, Londres                                                                               | |
| Ferrocarril de Roxbourne                                                   | Ancho mixto: 3 1/2 plg (89 mm) 5 plg (127 mm) 7 1/4 plg (184 mm)                                      | Reino Unido     | Roxbourne Park, Field End Rd, Ruislip HA4 9PB                                                    | Operado por la Sociedad de Ingeniería de Modelos de Harrow y de Wembley |
| Ferrocarril en miniatura de Saltwood                                       | 7 1/4 plg (184 mm)                                                                                    | Reino Unido     | Kent                                                                                             | [ 82 ] |
| Ingeniería de Modelos y Experimentos de Spenborough Ltd                    | 7 1/4 plg (184 mm)                                                                                    | Reino Unido     | Cleckheaton, West Yorkshire                                                                      | [ 26 ] |
| Ferrocarril Miniatura de Strand                                            | 7 1/4 plg (184 mm)                                                                                    | Reino Unido     | Gillingham, Kent                                                                                 | [ 83 ] |
| Ferrocarril Swanley New Barn                                               | 7 1/4 plg (184 mm)                                                                                    | Reino Unido     | Kent                                                                                             | |
| The Time Machine (Línea de Bosworth)                                       | 7 1/4 plg (184 mm)                                                                                    | Reino Unido     | Funtington, West Sussex po18-9dh                                                                 | |
| Ferrocarril Miniatura de Thornes Park                                      | 7 1/4 plg (184 mm)                                                                                    | Reino Unido     | Wakefield, West Yorkshire                                                                        | |
| Ferrocarril de Wellington Country Park                                     | 7 1/4 plg (184 mm)                                                                                    | Reino Unido     | Berkshire                                                                                        | [ 84 ] [ 85 ] |
| Ferrocarril Miniatura de Welsh Highland Heritage                           | 7 1/4 plg (184 mm)                                                                                    | Reino Unido     | Porthmadog, Gales                                                                                | |
| Ferrocarril de Weston Park                                                 | 7 1/4 plg (184 mm)                                                                                    | Reino Unido     | Shropshire                                                                                       | [ 86 ] |
| Ferrocarril Miniatura de Willen                                            | 7 1/4 plg (184 mm)                                                                                    | Reino Unido     | Milton Keynes                                                                                    | |
| Ferrocarril de Willow Wood                                                 | 7 1/4 plg (184 mm)                                                                                    | Reino Unido     | Stowupland, Suffolk                                                                              | |
| Ferrocarril Miniatura de Woodseaves                                        | 7 1/4 plg (184 mm)                                                                                    | Reino Unido     | Shropshire                                                                                       | [ 87 ] [ 88 ] |
| Ferrocarril de Wolds Way Lavender Narrow Gauge                             | 7 1/4 plg (184 mm)                                                                                    | Reino Unido     | Wintringham, North Yorkshire                                                                     | Se utiliza para transportar lavanda cosechada, troncos y pasajeros. |
| Ferrocarril en miniatura de Wythall                                        | 7 1/4 plg (184 mm)                                                                                    | Reino Unido     | Worcestershire                                                                                   | Vía mixta con anchos de 7 1/4", 5" y 3 1/2". |
| Ferrocarril Miniatura de Altona                                            | 7 1/4 plg (184 mm)                                                                                    | Australia       | Victoria                                                                                         | 5 plg (127 mm) y 7 1/4 plg (184 mm) |
| Ferrocarril de Box Hill Miniature Steam                                    | 7 1/4 plg (184 mm)                                                                                    | Australia       | Victoria                                                                                         | 5 plg (127 mm) y 7 1/4 plg (184 mm) |
| Ferrocarril Miniatura de Pasajeros de Campbelltown                         | 7 1/4 plg (184 mm)                                                                                    | Australia       | Victoria                                                                                         | |
| Ferrocarril en miniatura de Castedare                                      | 7 1/4 plg (184 mm)                                                                                    | Australia       | Wilson (Australia Occidental)                                                                    | |
| Ferrocarril de Cohunu Park                                                 | 7 1/4 plg (184 mm)                                                                                    | Australia       | Byford, Australia occidental                                                                     | |
| Ferrocarril de Diamond Valley                                              | 7 1/4 plg (184 mm)                                                                                    | Australia       | Eltham Victoria                                                                                  | 7 1/4 plg (184 mm) |
| Ferrocarril Miniatura de Camberra                                          | 7 1/4 plg (184 mm)                                                                                    | Australia       | Canberra                                                                                         | [ 27 ] |
| MVRail                                                                     | 7 1/4 plg (184 mm)                                                                                    | Australia       | Ferrocarril de Morphett Vale, Morphett Vale, Weatsheaf Rd, Australia del Sur                     | [ 93 ] |
| Ferrocarril Miniatura de Portarlington                                     | 7 1/4 plg (184 mm)                                                                                    | Australia       | Victoria                                                                                         | 5 plg (127 mm) y 7 1/4 plg (184 mm) |
| Parque S.A.S.M.E.E.                                                        | 7 1/4 plg (184 mm)                                                                                    | Australia       | Adelaida                                                                                         | [ 42 ] |
| Ferrocarril en miniatura de Willans Hill                                   | 7 1/4 plg (184 mm)                                                                                    | Australia       | Wagga Wagga, NSW                                                                                 | [ 46 ] |
| Sociedad de Ingenieros de Modelos y Experimentos de Canterbury             | Ancho mixto: 2 1/2 plg (64 mm) 3 1/2 plg (89 mm) 5 plg (127 mm) 7 1/4 plg (184 mm)                    | Nueva Zelanda   | Halswell Domain, Christchurch                                                                    | Sociedad de Ingenieros de Modelos y Experimentos de Canterbury. Anfitriones en 2006 de la Convención Internacional CANMOD |
| Cambridge Model Engineering Society Inc                                    | 7 1/4 plg (184 mm)                                                                                    | Nueva Zelanda   | Cambridge                                                                                        | |
| Ferrocarril de Akubi Lightweight                                           | 7 1/4 plg (184 mm)                                                                                    | Japón           |                                                                                                  | Previamente localizado en Bentengaoka |
| Ferrocarril Carolwood Pacific                                              | 7 1/4 plg (184 mm)                                                                                    | Estados Unidos  | Holmby Hills, California                                                                         | Localizado en la casa de Walt Disney. Influyó en el diseño del Ferrocarril de Disneyland. Desaparecido. |
| Museo del Ferrocarril Finlandés                                            | 7 1/4 plg (184 mm)                                                                                    | Finlandia       | Hyvinkää                                                                                         | |
| Golden Horseshoe Live Steamers                                             | 7 1/4 plg (184 mm)                                                                                    | Canadá          | Hamilton, Ontario                                                                                | [ 98 ] |
| Museo Ferroviario Húngaro                                                  | 7 1/4 plg (184 mm)                                                                                    | Hungría         | Budapest                                                                                         | |
| Arboreto John F. Kennedy                                                   | 7 1/4 plg (184 mm)                                                                                    | Irlanda         | Wexford                                                                                          | [ 99 ] |
| Ferrocarril Miniatura de Kapiti & Associates                               | 7 1/4 plg (184 mm)                                                                                    | Nueva Zelanda   | Jardines Marinos Raumati                                                                         | Vía de ancho mixto de 5 plg (127 mm) y de 7 1/4 plg (184 mm) |
| Ferrocarril de Keirunga Park                                               | 7 1/4 plg (184 mm)                                                                                    | Nueva Zelanda   | Havelock North                                                                                   | [ 100 ] |
| Ferrocarril Mana Ariki Inc                                                 | 7 1/4 plg (184 mm)                                                                                    | Nueva Zelanda   | Taumaranui                                                                                       | |
| Featherston Miniature Fell Society                                         | 7 1/4 plg (184 mm)                                                                                    | Nueva Zelanda   | Featherston, Wairarapa                                                                           | |
| Ferrocarril Lankelz                                                        | 7 1/4 plg (184 mm)                                                                                    | Luxemburgo      | Esch-sur-Alzette, south-eastern Luxemburgo                                                       | [ 101 ] |
| Matsudayama Herb Garden                                                    | 7 1/4 plg (184 mm)                                                                                    | Japón           | Matsuda (Kanagawa)                                                                               | Incluye una réplica de un Romancecar a escala 1/6 (Odakyu 10000 series HiSE) |
| Parkbahn Schmiden                                                          | 7 1/4 plg (184 mm)                                                                                    | Alemania        | Fellbach                                                                                         | |
| Pully                                                                      | 7 1/4 plg (184 mm)                                                                                    | Suiza           |                                                                                                  | [ 103 ] |
| Parque de Roundhouse                                                       | 7 1/4 plg (184 mm)                                                                                    | Canadá          | Toronto                                                                                          | Dos locomotoras (réplica de vapor con ténder y diésel-eléctrica), cuatro coches y un furgón de cola |
| Stainer Liliputbahn AG                                                     | 7 1/4 plg (184 mm)                                                                                    | Suiza           | Stein am Rhein                                                                                   | [ 104 ] |
| Stoomgroep Turnhout vzw                                                    | 7 1/4 plg (184 mm)                                                                                    | Bélgica         | Turnhout                                                                                         | [ 105 ] |
| Stoomgroep West Zuiderpark                                                 | 7 1/4 plg (184 mm)                                                                                    | Países Bajos    | La Haya                                                                                          | Trazado en "Zuiderpark", una ciudad a escala en un gran parque |
| Parque del Vapor Suizo                                                     | 7 1/4 plg (184 mm)                                                                                    | Suiza           | Le Bouveret                                                                                      | Ancho mixto: 7 1/4 plg (184 mm) y 5 plg (127 mm) |
| S.M.P.D. Parková dráha Olympia                                             | 7 1/4 plg (184 mm)                                                                                    | República Checa | Brno, Moravia                                                                                    | Ancho mixto: 7.25in + 5in |
| Nábřeží paromilů dětská železnice                                          | 7 1/4 plg (184 mm)                                                                                    | República Checa | Hradec Králové, Bohemia                                                                          | Ancho mixto: 7 1/4 plg (184 mm) y 5 plg (127 mm) |
| Ferrocarril de Annetta Valley & Western                                    | 7 1/2 plg (191 mm)                                                                                    | Estados Unidos  | Annetta (Texas)                                                                                  | [ 107 ] |
| Adobe Mountain Desert Park                                                 | 7 1/2 plg (191 mm)                                                                                    | Estados Unidos  | Phoenix                                                                                          | |
| Ferrocarril de Carillon Park                                               | 7 1/2 plg (191 mm)                                                                                    | Estados Unidos  | Parque Histórico Carillon, Dayton (Ohio)                                                         | [ 108 ] [ 109 ] |
| Ferrocarril de Central Pasco & Gulf                                        | 7 1/2 plg (191 mm)                                                                                    | Estados Unidos  | Parque de Vida Salvaje del Lago Crews, Shady Hills (Florida)                                     | [ 110 ] |
| Great Lakes Live Steamers                                                  | 7 1/2 plg (191 mm)                                                                                    | Estados Unidos  | Royal Oak y Southgate, Míchigan                                                                  | [ 111 ] |
| Museo del Vapor Hesston                                                    | 7 1/2 plg (191 mm)                                                                                    | Estados Unidos  | Hesston (Indiana)                                                                                | [ 112 ] |
| Houston Area Live Steamers                                                 | 7 1/2 plg (191 mm)                                                                                    | Estados Unidos  | Hockley (Tejas)                                                                                  | [ 113 ] |
| Illinois Live Steamers                                                     | 7 1/2 plg (191 mm)                                                                                    | Estados Unidos  | Chicago, Illinois                                                                                | [ 114 ] |
| Kitsap Live Steamers                                                       | 7 1/2 plg (191 mm)                                                                                    | Estados Unidos  | Port Orchard (Washington)                                                                        | [ 115 ] |
| Ferrocarril de Lakes Park & Gulf                                           | 7 1/2 plg (191 mm)                                                                                    | Estados Unidos  | Lakes Regional Park, Fort Myers (Florida)                                                        | [ 116 ] |
| Ferrocarril Largo Central                                                  | 7 1/2 plg (191 mm)                                                                                    | Estados Unidos  | Largo Central Park, Largo (Florida)                                                              | [ 117 ] |
| Museo de ferrocarriles en vivo de Los Ángeles                              | 7 1/2 plg (191 mm)                                                                                    | Estados Unidos  | Los Ángeles, California                                                                          | |
| North Georgia Live Steamers                                                | 7 1/2 plg (191 mm)                                                                                    | Estados Unidos  | Conyers                                                                                          | [ 118 ] |
| Sociedad de Ingeniería de Modelos de Orange                                | 7 1/2 plg (191 mm)                                                                                    | Estados Unidos  |                                                                                                  | [ 119 ] |
| Riverside Live Steamers                                                    | 7 1/2 plg (191 mm)                                                                                    | Estados Unidos  | Riverside                                                                                        | [ 120 ] |
| Sacramento Valley Live Steamers                                            | 7 1/2 plg (191 mm)                                                                                    | Estados Unidos  |                                                                                                  | 7 1/2 plg (191 mm) y 4 1⁄4 in (108 mm) |
| Ferrocarril de la Línea Corta de Sagebrush                                 | 7 1/2 plg (191 mm)                                                                                    | Estados Unidos  | Ridgecrest (California)                                                                          | [ 122 ] |
| Scottsdale Live Steamers                                                   | 7 1/2 plg (191 mm)                                                                                    | Estados Unidos  | Ferrocarril del Parque McCormick-Stillman, Scottsdale (Arizona)                                  | |
| Ferrocarril de Sandy Ridge y Clear Lake                                    | 7 1/2 plg (191 mm)                                                                                    | Estados Unidos  | Battle Creek (Míchigan)                                                                          | |
| Shady Dell Pacific                                                         | 7 1/2 plg (191 mm)                                                                                    | Estados Unidos  | Pacific Northwest Live Steamers, Molalla                                                         | [ 123 ] |
| Museo del Ferrocarril de la Costa Sur                                      | 7 1/2 plg (191 mm)                                                                                    | Estados Unidos  | Goleta Short Line, Goleta (California)                                                           | [ 124 ] |
| Ferrocarril de Torrey Pacific                                              | 7 1/2 plg (191 mm)                                                                                    | Estados Unidos  | Del Mar, California                                                                              | Privado/desaparecido; propietario fallecido |
| Ferrocarril de Tradewinds & Atlantic                                       | 7 1/2 plg (191 mm)                                                                                    | Estados Unidos  | Tradewinds Park, Coconut Creek                                                                   | [ 125 ] |
| Ferrocarril de Train Mountain                                              | 7 1/2 plg (191 mm)                                                                                    | Estados Unidos  | Chiloquin                                                                                        | [ 126 ] |
| Triad Live Steamers                                                        | 7 1/2 plg (191 mm)                                                                                    | Estados Unidos  | Farmington y Harrisburg, Carolina del Norte                                                      | [ 127 ] |
| Ferrocarril ligero del oeste de Gales                                      | 7 1/2 plg (191 mm)                                                                                    | Estados Unidos  | Silverhill (Alabama)                                                                             | [ 128 ] |
| Ferrocarril de White Creek                                                 | 7 1/2 plg (191 mm)                                                                                    | Estados Unidos  | Míchigan                                                                                         | [ 129 ] |
| Ferrocarril de Willow Creek                                                | 7 1/2 plg (191 mm)                                                                                    | Estados Unidos  | en Antique Powerland, Brooks, Oregón                                                             | [ 130 ] |
| Ferrocarril del valle de Assiniboine                                       | 7 1/2 plg (191 mm)                                                                                    | Canadá          | Winnipeg, Manitoba                                                                               | |
| Ferrocarril de Burnaby Central                                             | 7 1/2 plg (191 mm)                                                                                    | Canadá          | Burnaby, Columbia Británica                                                                      | [ 131 ] |
| Parque Airdrie de Iron Horse                                               | 7 1/2 plg (191 mm)                                                                                    | Canadá          | Airdrie                                                                                          | |
| Mini Tren des Marais                                                       | Ancho mixto: 5 plg (127 mm) 7 1/4 plg (184 mm)                                                        | Francia         | Saint-Lô                                                                                         | [ 132 ] |
| Petit train de Grenade                                                     | 7 1⁄4 in (184 mm)                                                                                     | Francia         | Grenade                                                                                          | 7 1⁄4 in (184 mm) |
| Ferrocarril de Paradise Valley                                             | 7 1/2 plg (191 mm)                                                                                    | Canadá          | Río Powell, Columbia Británica                                                                   | [ 134 ] |
| Alaska Live Steamers                                                       | 7 1/2 plg (191 mm)                                                                                    | Estados Unidos  | Wasilla                                                                                          | |
| Ferrocarril Miniatura de Bankside                                          | 8 1/4 plg (210 mm)                                                                                    | Reino Unido     | Brambridge Park Garden Centre, Eastleigh, Hampshire                                              | [ 135 ] |
| Ferrocarril en miniatura de Faversham                                      | 9 plg (229 mm)                                                                                        | Reino Unido     | Brogdale, near Faversham, Kent                                                                   | |
| Parque de Torry Hill                                                       | 9 plg (229 mm)                                                                                        | Reino Unido     | Cerca de Frinsted, Kent                                                                          | Ferrocarril miniatura privado |
| Ferrocarril de Becker Farm                                                 | 9 7/16 plg (240 mm)                                                                                   | Estados Unidos  | Roseland (Nueva Jersey)                                                                          | Desaparecido |
| Ferrocarril de Key Western                                                 | 9 7/16 plg (240 mm)                                                                                   | Estados Unidos  | Florida                                                                                          | Desaparecido |
| Ferrocarril Miniatura de Barking Park                                      | 9 1/2 plg (241 mm)                                                                                    | Reino Unido     | Barking, Essex                                                                                   | Adaptado al ancho de 7 1/4 plg (184 mm) |
| Parque Danson                                                              | 9 1/2 plg (241 mm)                                                                                    | Reino Unido     | Bexleyheath, Kent                                                                                | 1942 (línea temporal en época de vacaciones para su exhibición local); 1949–1962 |
| Ferrocarril ligero de Downs                                                | 9 1/2 plg (241 mm)                                                                                    | Reino Unido     | [[Colwall, cerca de Malvern                                                                      | |
| Ferrocarril Miniatura de East Ham                                          | 9 1/2 plg (241 mm)                                                                                    | Reino Unido     | East Ham, Londres                                                                                | 1945–1949 |
| Matlock                                                                    | 9 1/2 plg (241 mm)                                                                                    | Reino Unido     | Matlock, Derbyshire                                                                              | |
| Ferrocarril de Lakeshore                                                   | 9 1/2 plg (241 mm)                                                                                    | Reino Unido     | South Marine Park, South Shields, Tyne & Wear                                                    | |
| Ferrocarril Miniatura de Sidcup                                            | 9 1/2 plg (241 mm)                                                                                    | Reino Unido     | Sidcup, Kent                                                                                     | 1945–1951 |
| Ferrocarril de Audley End                                                  | 10 1/4 plg (260 mm)                                                                                   | Reino Unido     | Audley End, Saffron Walden, Essex                                                                | [ 136 ] |
| Parque Beale                                                               | 10 1/4 plg (260 mm)                                                                                   | Reino Unido     | Pangbourne, Berkshire                                                                            | [ 137 ] |
| Ferrocarril Ligero de Berkeley                                             | 10 1/4 plg (260 mm)                                                                                   | Reino Unido     | Gloucestershire                                                                                  | [ 138 ] |
| Ferrocarril de vapor de Bickington                                         | 10 1/4 plg (260 mm)                                                                                   | Reino Unido     | Trago Mills, Liverton, Newton Abbot, Devon                                                       | [ 139 ] |
| Ferrocarril de Brechin Castle Centre                                       | 10 1/4 plg (260 mm)                                                                                   | Reino Unido     | Haughmuir, Brechin, Escocia                                                                      | Desaparecido |
| Ferrocarril de Waveney Gardens                                             | 10 1/4 plg (260 mm)                                                                                   | Reino Unido     | Norfolk                                                                                          | [ 141 ] |
| Ferrocarril Miniatura de Brooklands                                        | 10 1/4 plg (260 mm)                                                                                   | Reino Unido     | Brooklands Pleasure Park, Worthing, Sussex                                                       | Cerrado en septiembre de 2018 |
| Ferrocarril en miniatura de Watford                                        | 10 1/4 plg (260 mm)                                                                                   | Reino Unido     | Parque Cassiobury, Watford, Hertfordshire                                                        | [ 144 ] |
| Sociedad de Ingeniería de Modelos del Distrito de Chichester               | 10 1/4 plg (260 mm)                                                                                   | Reino Unido     | Chichester, Sussex                                                                               | |
| Ferrocarril Miniatura de Drayton Manor                                     | 10 1/4 plg (260 mm)                                                                                   | Reino Unido     | Parque temático Drayton Manor, Staffordshire                                                     | Cerrado |
| Ferrocarril Eastleigh Lakeside                                             | 10 1/4 plg (260 mm)                                                                                   | Reino Unido     | Hampshire                                                                                        | [ 145 ] |
| Ferrocarril Miniatura de Melton Mowbray                                    | 10 1/4 plg (260 mm)                                                                                   | Reino Unido     | Wilton Park, Melton Mowbray, Leicestershire                                                      | [ 146 ] [ 147 ] |
| Exmouth Express                                                            | 10 1/4 plg (260 mm)                                                                                   | Reino Unido     | Exmouth, Devon                                                                                   | |
| Ferrocarril Miniatura de Ferry Meadows                                     | 10 1/4 plg (260 mm)                                                                                   | Reino Unido     | Nene Park, Peterborough, Cambridgeshire                                                          | |
| Happy Mount Park                                                           | 10 1/4 plg (260 mm)                                                                                   | Reino Unido     | Bare, Morecambe, Lancashire                                                                      | |
| Ferrocarril en miniatura de Hastings                                       | 10 1/4 plg (260 mm)                                                                                   | Reino Unido     | Hastings, Sussex                                                                                 | |
| Ferrocarril de la Isla de Mull                                             | 10 1/4 plg (260 mm)                                                                                   | Reino Unido     | Mull, Escocia                                                                                    | |
| Ferrocarril en miniatura de Kerr                                           | 10 1/4 plg (260 mm)                                                                                   | Reino Unido     | Parque West Links, Arbroath, Escocia                                                             | |
| Kirkby Green Light Railway                                                 | 10 1/4 plg (260 mm)                                                                                   | Reino Unido     | Sleaford, Lincolnshire                                                                           | Privado con días de apertura |
| Ferrocarril Miniatura de Knebworth Park                                    | 10 1/4 plg (260 mm)                                                                                   | Reino Unido     | Hertfordshire                                                                                    | |
| Ferrocarril miniatura Ropley                                               | 10 1/4 plg (260 mm)                                                                                   | Reino Unido     | Ferrocarril Mid-Hants, Hampshire                                                                 | Abierto en 2015 |
| Ferrocarril de Manor                                                       | 10 1/4 plg (260 mm)                                                                                   | Reino Unido     | Ingfield Manor, Billingshurst, Sussex                                                            | |
| Ferrocarril de Mortocombe                                                  | 10 1/4 plg (260 mm)                                                                                   | Reino Unido     | Chilton, Oxfordshire                                                                             | [ 77 ] |
| Ferrocarril Miniatura de Newby Hall, Yorkshire del Norte                   | 10 1/4 plg (260 mm)                                                                                   | Reino Unido     |                                                                                                  | |
| Zoo de Paignton                                                            | 10 1/4 plg (260 mm)                                                                                   | Reino Unido     | Paignton, Devon                                                                                  | |
| Ferrocarril Panorámico de Palmerston North Esplanade Inc                   | 10 1/4 plg (260 mm)                                                                                   | Nueva Zelanda   | Palmerston North, Manawatu                                                                       | |
| Masterton Miniature Train Society                                          | 10 1/4 plg (260 mm)                                                                                   | Nueva Zelanda   | Masterton, Wairarapa                                                                             | |
| Parque de Vida Salvaje Paradise                                            | 10 1/4 plg (260 mm)                                                                                   | Reino Unido     | Broxbourne, Hertfordshire                                                                        | |
| Parque de Aventura Animal de Pettit                                        | 10 1/4 plg (260 mm)                                                                                   | Reino Unido     | Reedham, Norfolk                                                                                 | |
| Ferrocarril del Parque de Poole                                            | 10 1/4 plg (260 mm)                                                                                   | Reino Unido     | Poole Park, Poole, Dorset                                                                        | 1949–2016, reabierto en 2017 |
| Ferrocarril de Radwell Manor                                               | 10 1/4 plg (260 mm)                                                                                   | Reino Unido     | Radwell, Bedfordshire                                                                            | Cerrado |
| Ferrocarril Miniatura de Rio Grande                                        | 10 1/4 plg (260 mm)                                                                                   | Reino Unido     | Selby Road, Garforth, Leeds, Reino Unido                                                         | [ 151 ] |
| Ferrocarril Real Victoria                                                  | 10 1/4 plg (260 mm)                                                                                   | Reino Unido     | Parque de Royal Victoria Country, Netley, Southampton, Hampshire                                 | [ 152 ] |
| Ferrocarril de vapor del Lago Rudyard                                      | 10 1/4 plg (260 mm)                                                                                   | Reino Unido     | Rudyard, near Leek, Staffordshire                                                                | [ 153 ] |
| Ferrocarril de Smokey Oak                                                  | 10 1/4 plg (260 mm)                                                                                   | Reino Unido     | Woodland Park, Brokerswood, Westbury, Wiltshire                                                  | |
| Ferrocarril ligero de South Downs                                          | 10 1/4 plg (260 mm)                                                                                   | Reino Unido     | Pulborough, Sussex                                                                               | |
| Ferrocarril Miniatura de Southsea                                          | 10 1/4 plg (260 mm)                                                                                   | Reino Unido     | Southsea, Hampshire                                                                              | Cerrado en 1989 |
| Ferrocarril Miniatura de St. Anne's                                        | 10 1/4 plg (260 mm)                                                                                   | Reino Unido     | St. Annes-on-Sea, Lancashire                                                                     | |
| Ferrocarril Miniatura de Stapleford                                        | 10 1/4 plg (260 mm)                                                                                   | Reino Unido     | Stapleford Park, Leicestershire                                                                  | Privado, pero abre a mediados de junio y agosto cada año |
| Ferrocarril de Sutton Hall                                                 | 10 1/4 plg (260 mm)                                                                                   | Reino Unido     | Rochford, Essex                                                                                  | [ 156 ] |
| Ferrocarril de Vanstone Woodland                                           | 10 1/4 plg (260 mm)                                                                                   | Reino Unido     | Vanstone Park Garden Centre, Codicote, Hertfordshire                                             | [ 157 ] |
| Ferrocarril Miniatura de Wat Tyler                                         | 10 1/4 plg (260 mm)                                                                                   | Reino Unido     | Wat Tyler Country Park, Pitsea, Basildon                                                         | [ 158 ] |
| Ferrocarril del puerto de Wells                                            | 10 1/4 plg (260 mm)                                                                                   | Reino Unido     | Wells-next-the-Sea, Norfolk                                                                      | [ 159 ] |
| Ferrocarril de Wenatchee Riverfront                                        | 10 1/4 plg (260 mm)                                                                                   | Estados Unidos  | Wenatchee (Washington)                                                                           | [ 160 ] |
| Ferrocarril Miniatura de Weymouth Bay                                      | 10 1/4 plg (260 mm)                                                                                   | Reino Unido     | Lodmoor, Weymouth, Dorset                                                                        | |
| Ferrocarril Miniatura de Highfields Pioneer Village                        | 10 1/4 plg (260 mm)                                                                                   | Australia       | Highfields, QLD, 4352.                                                                           | [ 161 ] |
| Ferrocarril de Argyle & Eastern y The Toy Train Barn                       | 12 plg (305 mm)                                                                                       | Estados Unidos  | Argyle (Wisconsin)                                                                               | |
| Ferrocarril de Atchison & Western                                          | 12 plg (305 mm)                                                                                       | Estados Unidos  | Museo del Ferrocarril de Atchison, Atchison (Kansas)                                             | [ 162 ] |
| Ferrocarril de C&H                                                         | 12 plg (305 mm)                                                                                       | Estados Unidos  | Tecumseh (Kansas)                                                                                | [ 163 ] |
| Casey's Silver Streak en el Estes Park Ride-A-Kart                         | 12 plg (305 mm)                                                                                       | Estados Unidos  | Estes Park (Colorado)                                                                            | |
| Ferrocarril de Emerald Hills                                               | 12 plg (305 mm)                                                                                       | Estados Unidos  | Emerald Hills, California                                                                        | [ 164 ] |
| Línea de Fairview en Fair Oaks                                             | 12 plg (305 mm)                                                                                       | Estados Unidos  | Gadsden (Alabama)                                                                                | Privado |
| Ferrocarril de Folsom Valley                                               | 12 plg (305 mm)                                                                                       | Estados Unidos  | Folsom (California)                                                                              | [ 165 ] |
| Ferrocarril y Museo de Muñecas Little Falls                                | 12 plg (305 mm)                                                                                       | Estados Unidos  | Sparta (Wisconsin)                                                                               | Privado |
| Ferrocarril de Midway Shortline                                            | 12 plg (305 mm)                                                                                       | Estados Unidos  | Parque Ferroviario y Museo S & S Shortline, Farmington (Utah)                                    | |
| Ferrocarril de Northview and Frisco                                        | 12 plg (305 mm)                                                                                       | Estados Unidos  | Northview (Misuri)                                                                               | Privado |
| Rails of Fun                                                               | 12 plg (305 mm)                                                                                       | Estados Unidos  | San Luis (Misuri)                                                                                | Instalación transportable |
| Ferrocarril de Rothwell Park                                               | 12 plg (305 mm)                                                                                       | Estados Unidos  | Moberly (Misuri)                                                                                 | Club solo para miembros |
| Ferrocarril de Ruislip Lidoy                                               | 12 plg (305 mm)                                                                                       | Reino Unido     | Greater London                                                                                   | [ 166 ] |
| Ferrocarril de Poco Loco                                                   | 12 plg (305 mm)                                                                                       | Estados Unidos  | La Porte (Indiana)                                                                               | |
| Ferrocarril de Sierra Rainier                                              | 12 plg (305 mm)                                                                                       | Estados Unidos  | Orting (Washington)                                                                              | Desaparecido/cerrado. Privado. Existen muy pocos registros. |
| Ferrocarril de Sonora Short Line                                           | 12 plg (305 mm)                                                                                       | Estados Unidos  | Tuolumne City                                                                                    | Desaparecido/cerrado. Privado. Existen muy pocos registros. |
| Ferrocarril de Wabash Frisco & Pacific                                     | 12 plg (305 mm)                                                                                       | Estados Unidos  | Misuri                                                                                           | [ 167 ] |
| Washington Stage Theater                                                   | 12 plg (305 mm)                                                                                       | Estados Unidos  | La Porte (Indiana)                                                                               | Privado |
| Tren de Vapor y Cochera de Watson                                          | 12 plg (305 mm)                                                                                       | Estados Unidos  | Missouri Valley (Iowa)                                                                           | |
| Zilker Zephyr                                                              | 12 plg (305 mm)                                                                                       | Estados Unidos  | Parque Zilker, Austin                                                                            | |
| Exbury Gardens Steam Railway                                               | 12 1/4 plg (311 mm)                                                                                   | Reino Unido     | Beaulieu, Hampshire                                                                              | |
| Ferrocarril de vapor Exmoor                                                | 12 1/4 plg (311 mm)                                                                                   | Reino Unido     | Bratton Fleming, Devon                                                                           | Cerrado al público en 2001 |
| Ferrocarril Fairbourne                                                     | 12 1/4 plg (311 mm)                                                                                   | Reino Unido     | Gwynedd, Gales                                                                                   | |
| Ferrocarril en miniatura del Parque Hotham                                 | 12 1/4 plg (311 mm)                                                                                   | Reino Unido     | Bognor Regis, West Sussex                                                                        | [ 169 ] |
| Littlehampton Miniature Railway                                            | 12 1/4 plg (311 mm)                                                                                   | Reino Unido     | Littlehampton, West Sussex                                                                       | [ 170 ] |
| Ferrocarril de Newchapel, Horne & Burstow Grand Junction                   | 12 1/4 plg (311 mm)                                                                                   | Reino Unido     | Horne, Horley, Surrey                                                                            | |
| Ferrocarril de Midland Beach Company                                       | 12⅝ in (321 mm)                                                                                       | Estados Unidos  | Midland Beach, Staten Island, Nueva York                                                         | Desaparecido |
| Tren del Zoo, DierenPark Amersfoort                                        | 340 mm (1' 12/5")                                                                                     | Países Bajos    |                                                                                                  | |
| Tren Expres de Adventure City                                              | 14 plg (356 mm)                                                                                       | Estados Unidos  | Ciudad Aventura, Anaheim                                                                         | [ 171 ] |
| Museo del Vapor Hesston                                                    | 14 plg (356 mm)                                                                                       | Estados Unidos  | Hesston, Indiana                                                                                 | [ 112 ] |
| Kiddieland Limited                                                         | 14 plg (356 mm)                                                                                       | Estados Unidos  | Parque de Atracciones Kiddieland, Melrose Park (Illinois)                                        | Desaparecido |
| Riverside Express                                                          | 14 plg (356 mm)                                                                                       | Estados Unidos  | Castle Park, Riverside                                                                           | [ 172 ] |
| Ferrocarril de Bellevue Park                                               | 15 plg (381 mm)                                                                                       | Reino Unido     | Belfast, Irlanda del Norte                                                                       | |
| Ferrocarril en miniatura del Zoo de Blackpool                              | 15 plg (381 mm)                                                                                       | Reino Unido     | Lancashire                                                                                       | |
| Ferrocarril del Parque Blenheim                                            | 15 plg (381 mm)                                                                                       | Reino Unido     | Oxfordshire                                                                                      | |
| Parque de Aventuras Brocklands                                             | 15 plg (381 mm)                                                                                       | Reino Unido     | Cornualles                                                                                       | Cerrado |
| Ferrocarril ligero de la Costa de Cleethorpes                              | 15 plg (381 mm)                                                                                       | Reino Unido     | Lincolnshire                                                                                     | |
| Museo del Ferrocarril del Valle de Conwy                                   | 15 plg (381 mm)                                                                                       | Reino Unido     | Betws-y-Coed, Norte de Gales                                                                     | |
| Ferrocarril en miniatura de Craigtoun                                      | 15 plg (381 mm)                                                                                       | Reino Unido     | Craigtoun Park, St. Andrews                                                                      | |
| Ferrocarril ligero de Evesham Vale                                         | 15 plg (381 mm)                                                                                       | Reino Unido     | Evesham Country Park, Twyford, Worcestershire                                                    | [ 173 ] |
| Ferrocarril Fairbourne                                                     | 15 plg (381 mm)                                                                                       | Reino Unido     | Gales                                                                                            | Conversión de ancho |
| Tierra de Gulliver                                                         | 15 plg (381 mm)                                                                                       | Reino Unido     | Milton Keynes                                                                                    | |
| El Mundo de Gulliver                                                       | 15 plg (381 mm)                                                                                       | Reino Unido     | Warrington, Cheshire                                                                             | |
| Ferrocarril en miniatura de Haigh Hall                                     | 15 plg (381 mm)                                                                                       | Reino Unido     | Gran Mánchester                                                                                  | |
| Ferrocarril ligero de Heatherslaw                                          | 15 plg (381 mm)                                                                                       | Reino Unido     | Northumberland                                                                                   | |
| Ferrocarril ligero de Kirklees                                             | 15 plg (381 mm)                                                                                       | Reino Unido     | Clayton West, Huddersfield, West Yorkshire                                                       | [ 174 ] |
| Knowsley Safari Park ( The Lakeside Railway)                               | 15 plg (381 mm)                                                                                       | Reino Unido     | Prescot, Merseyside                                                                              | |
| Ferrocarril en miniatura de Lakeside                                       | 15 plg (381 mm)                                                                                       | Reino Unido     | Southport, Merseyside                                                                            | |
| Ferrocarril de vapor del Valle de Lappa                                    | 15 plg (381 mm)                                                                                       | Reino Unido     | Cornualles                                                                                       | |
| Lightwater Valley Parque temático]]                                        | 15 plg (381 mm)                                                                                       | Reino Unido     | Ripon, North Yorkshire                                                                           | |
| Ferrocarril ligero del Parque Markeaton                                    | 15 plg (381 mm)                                                                                       | Reino Unido     | Derby                                                                                            | Cerrado en septiembre de 2016 |
| Zoológico de Marwell                                                       | 15 plg (381 mm)                                                                                       | Reino Unido     | Colden Common, Hampshire                                                                         | |
| Parque Temático de Oakwood                                                 | 15 plg (381 mm)                                                                                       | Reino Unido     | Narberth, Pembrokeshire                                                                          | |
| Parque Paradise                                                            | 15 plg (381 mm)                                                                                       | Reino Unido     | Hayle, Cornualles                                                                                | |
| Parque de Paultons                                                         | 15 plg (381 mm)                                                                                       | Reino Unido     | Ower, Romsey, Hampshire                                                                          | |
| Ferrocarril de Ravenglass y Eskdale                                        | 15 plg (381 mm)                                                                                       | Reino Unido     | Cumbria                                                                                          | |
| Ferrocarril ligero de Rhiw Valley                                          | 15 plg (381 mm)                                                                                       | Reino Unido     | Manafon, Powys, Gales                                                                            | |
| Ferrocarril en miniatura de Rhyl                                           | 15 plg (381 mm)                                                                                       | Reino Unido     | Clwyd, Gales                                                                                     | |
| Ferrocarril de Romney, Hythe y Dymchurch                                   | 15 plg (381 mm)                                                                                       | Reino Unido     | Kent                                                                                             | |
| Ferrocarril en miniatura de Saltburn                                       | 15 plg (381 mm)                                                                                       | Reino Unido     | Cat Nab, Cleveland                                                                               | |
| Ferrocarril en miniatura de Sand Hutton                                    | 15 plg (381 mm)                                                                                       | Reino Unido     | Yorkshire                                                                                        | Cerrado |
| Ferrocarril del Bosque de Sherwood                                         | 15 plg (381 mm)                                                                                       | Reino Unido     | Nottinghamshire                                                                                  | |
| Ferrocarril de Waveney Valley                                              | 15 plg (381 mm)                                                                                       | Reino Unido     | Norfolk                                                                                          | |
| Parque Safari de West Midlands                                             | 15 plg (381 mm)                                                                                       | Reino Unido     | Worcestershire                                                                                   | |
| Burscough                                                                  | 15 plg (381 mm)                                                                                       | Reino Unido     | Burscough, Lancashire                                                                            | |
| Wildlife Park Cricket St Thomas                                            | 15 plg (381 mm)                                                                                       | Reino Unido     | Chard, Somerset                                                                                  | |
| Ferrocarril ligero de Wotton                                               | 15 plg (381 mm)                                                                                       | Reino Unido     | Wotton Underwood, Buckinghamshire                                                                | |
| Ferrocarril de American Heritage                                           | 15 plg (381 mm)                                                                                       | Estados Unidos  | Illinois                                                                                         | [ 176 ] |
| Ferrocarril de B.A.D. Great Northern                                       | 15 plg (381 mm)                                                                                       | Estados Unidos  | California                                                                                       | |
| Amusement Rides                                                            | 15 plg (381 mm)                                                                                       | Estados Unidos  | Parque de la ciudad (Iowa City)                                                                  | [ 177 ] [ 178 ] |
| Ferrocarril de Eden Springs Park (former House of David)                   | 15 plg (381 mm)                                                                                       | Estados Unidos  | Benton Harbor, Míchigan                                                                          | [ 179 ] |
| Ferrocarril de Gage Park                                                   | 15 plg (381 mm)                                                                                       | Estados Unidos  | Parque Gage, Topeka, Kansas                                                                      | |
| Ferrocarril de Glenwood, South Park & Pacific                              | 15 plg (381 mm)                                                                                       | Estados Unidos  | California                                                                                       | [ 180 ] |
| Ferrocarril de Hillcrest & Wahtoke Steam                                   | 15 plg (381 mm)                                                                                       | Estados Unidos  | Reedley                                                                                          | [ 181 ] |
| Joshua Tree & Southern GSD                                                 | 15 plg (381 mm)                                                                                       | Estados Unidos  | California                                                                                       | [ 182 ] |
| Ferrocarril Miniatura de Kansas City Northern                              | 15 plg (381 mm)                                                                                       | Estados Unidos  | Kansas City, Misuri                                                                              | [ 183 ] |
| Ferrocarril de Laurel Run                                                  | 15 plg (381 mm)                                                                                       | Estados Unidos  | Pensilvania                                                                                      | [ 184 ] |
| Ferrocarril de Little Toot                                                 | 15 plg (381 mm)                                                                                       | Estados Unidos  | Illinois                                                                                         | |
| Parque Look                                                                | 15 plg (381 mm)                                                                                       | Estados Unidos  | Northampton, Massachusetts                                                                       | |
| Ferrocarril en miniatura en Silver Lake, Ohio                              | 15 plg (381 mm)                                                                                       | Estados Unidos  | Silver Lake (Ohio)                                                                               | Desaparecido |
| Tren en miniatura en el Parque Monarch                                     | 15 plg (381 mm)                                                                                       | Estados Unidos  | Oil City (Pensilvania)                                                                           | Desaparecido |
| Ferrocarril Miniatura de Nickel Plate                                      | 15 plg (381 mm)                                                                                       | Estados Unidos  | California                                                                                       | |
| Preservación del Ferrocarril de Ohio del Noroeste                          | 15 plg (381 mm)                                                                                       | Estados Unidos  | Ohio                                                                                             | |
| Ferrocarril de Orland, Newville y Pacífico                                 | 15 plg (381 mm)                                                                                       | Estados Unidos  | California                                                                                       | |
| Ferrocarril de Paradise & Pacific                                          | 15 plg (381 mm)                                                                                       | Estados Unidos  | Ferrocarril del Parque McCormick-Stillman, Scottsdale (Arizona)                                  | [ 185 ] |
| Ferrocarril de Phoenix & Holly                                             | 15 plg (381 mm)                                                                                       | Estados Unidos  | Oregón                                                                                           | [ 186 ] |
| Pint-Sized Pufferbelly                                                     | 15 plg (381 mm)                                                                                       | Estados Unidos  | Ferrocarril de Strasburg, Municipio de Strasburg                                                 | |
| Ferrocarril de Redwood Valley                                              | 15 plg (381 mm)                                                                                       | Estados Unidos  | Parque regional Tilden, California                                                               | [ 187 ] |
| Ferrocarril de Riverside y del Gran Norte                                  | 15 plg (381 mm)                                                                                       | Estados Unidos  | Wisconsin                                                                                        | |
| Ferrocarril de Riverview & Twin Lakes                                      | 15 plg (381 mm)                                                                                       | Estados Unidos  | Wyoming                                                                                          | |
| Asociación Histórica de Ingenieros Rough and Tumble                        | 15 plg (381 mm)                                                                                       | Estados Unidos  | Pensilvania                                                                                      | |
| Tren Safari                                                                | 15 plg (381 mm)                                                                                       | Estados Unidos  | Zoológico del condado de Milwaukee, Milwaukee, Wisconsin                                         | |
| Ferrocarril de Sonoma TrainTown                                            | 15 plg (381 mm)                                                                                       | Estados Unidos  | California                                                                                       | [ 188 ] |
| Tiny Town (parque de atracciones)                                          | 15 plg (381 mm)                                                                                       | Estados Unidos  | Colorado                                                                                         | |
| Ferrocarril de Waterman & Western                                          | 15 plg (381 mm)                                                                                       | Estados Unidos  | Illinois                                                                                         | [ 189 ] |
| Tren del Parque de Bear Creek                                              | 15 plg (381 mm)                                                                                       | Canadá          | British Columbia                                                                                 | |
| Ferrocarril de Bush Mill                                                   | 15 plg (381 mm)                                                                                       | Australia       | Port Arthur                                                                                      | Cerrado |
| Ferrocarril Turístico d'Anse                                               | 15 plg (381 mm)                                                                                       | Francia         |                                                                                                  | |
| Ferrocarril de Cygnus wood-land                                            | 15 plg (381 mm)                                                                                       | Japón           | Osaka                                                                                            | [ 190 ] |
| Dalaas Waldbahn                                                            | 15 plg (381 mm)                                                                                       | Austria         |                                                                                                  | |
| Donauparkbahn                                                              | 15 plg (381 mm)                                                                                       | Austria         | Vienna                                                                                           | |
| Ferrocarril del Parque de Dresde                                           | 15 plg (381 mm)                                                                                       | Alemania        |                                                                                                  | |
| Ferrocarril del parque de Killesberg                                       | 15 plg (381 mm)                                                                                       | Alemania        | Stuttgart                                                                                        | |
| Ferrocarril del Parque Leipziger                                           | 15 plg (381 mm)                                                                                       | Alemania        | Leipzig                                                                                          | |
| Ferrocarril Liliput del Prater                                             | 15 plg (381 mm)                                                                                       | Austria         | Vienna                                                                                           | |
| Ferrocarril ligero de Sakuradani                                           | 15 plg (381 mm)                                                                                       | Japón           |                                                                                                  | |
| Ferrocarril de Shuzenji Romney                                             | 15 plg (381 mm)                                                                                       | Japón           |                                                                                                  | |
| Exprés de Springbank                                                       | 15 plg (381 mm)                                                                                       | Canadá          | London, Ontario                                                                                  | [ 191 ] |
| Ferrocarril de Vía Estrecha de Whangaparaoa                                | 15 plg (381 mm)                                                                                       | Nueva Zelanda   |                                                                                                  | |
| Ferrocarril de vía estrecha de Alamogordo/Alameda Park                     | 16 plg (406 mm)                                                                                       | Estados Unidos  | Cochera del Tren The Toy, Alamogordo                                                             | |
| Ferrocarril Miniatura de Balboa Park                                       | 16 plg (406 mm)                                                                                       | Estados Unidos  | Parque Balboa, San Diego (California), California                                                | [ 192 ] [ 193 ] |
| Candy Cane Express                                                         | 16 plg (406 mm)                                                                                       | Canadá          | Parque de Entretenimiento Familiar Santa's Village, Bracebridge (Ontario)                        | Réplica de locomotora diésel con coches, que funciona en un parque de atracciones |
| Ferrocarril de Cedar Rock                                                  | 16 plg (406 mm)                                                                                       | Estados Unidos  | Leander (Texas)                                                                                  | [ 194 ] |
| Ferrocarril de Chippewa Valley                                             | 16 plg (406 mm)                                                                                       | Estados Unidos  | Parque Carson (Eau Claire, Wisconsin), Eau Claire (Wisconsin)                                    | |
| Lakeland Amusement Park                                                    | 16 plg (406 mm)                                                                                       | Estados Unidos  | Lakeland (Tennessee)                                                                             | Desaparecido |
| Línea Little Florida Coast                                                 | 16 plg (406 mm)                                                                                       | Estados Unidos  | Zoológico Central de Florida y Jardines Botánicos, Sanford (Florida)                             | [ 195 ] |
| Ferrocarril de Míchigan AuSable Valley                                     | 16 plg (406 mm)                                                                                       | Estados Unidos  | Fairview, Míchigan                                                                               | Cerrado en noviembre de 2017 |
| Ferrocarril de Pinconning and Blind River                                  | 16 plg (406 mm)                                                                                       | Estados Unidos  | Fairview, Míchigan (1953–1973)                                                                   | [ 197 ] |
| Tren Old Smokey                                                            | 16 plg (406 mm)                                                                                       | Estados Unidos  | Knoebels Amusement Resort, Elysburg                                                              | [ 198 ] |
| Tren Pioneer                                                               | 16 plg (406 mm)                                                                                       | Estados Unidos  | Knoebels Amusement Resort, Elysburg                                                              | [ 199 ] |
| Salt Mine Express                                                          | 16 plg (406 mm)                                                                                       | Estados Unidos  | Aventura de la Mina de Sal de Strataca, Hutchinson (Kansas), a 650 pies (198,1 m) de profundidad | [ 200 ] |
| Ferrocarril de Smokey Joe                                                  | 16 plg (406 mm)                                                                                       | Estados Unidos  | Eastern Shore Threshermen & Collectors Association, Federalsburg (Maryland)                      | [ 201 ] |
| Schnepf Farms                                                              | 16 plg (406 mm)                                                                                       | Estados Unidos  | Schnepf Frams, Queen Creek. Arizona                                                              | [ 202 ] |
| Ferrocarril de Travel Town                                                 | 16 plg (406 mm)                                                                                       | Estados Unidos  | Museo de Travel Town, Los Ángeles, California                                                    | |
| Ferrocarril de Whiskey River                                               | 16 plg (406 mm)                                                                                       | Estados Unidos  | Little Amerricka, Marshall (Wisconsin)                                                           | |
| Tren del Parque Memorial Bangor                                            | 16 plg (406 mm)                                                                                       | Estados Unidos  | Parque Memorial Bangor                                                                           | Comprado en 1947 por 12.000 dólares a Allen Herschell Co., North Towanda, New York; restaurado en 1998. Accionado por un motor de gasolina refrigerado por aire de cuatro cilindros y 35 HP.                                                                           |
| Ferrocarril de Island Park                                                 | 16 1/2 plg (419 mm)                                                                                   | Canadá          | Woodstock (Nuevo Brunswick)                                                                      | [ 205 ] |
| Ferrocarril de Aotea                                                       | 1 pies 6 plg (457 mm)                                                                                 | Nueva Zelanda   | Laguna Aotea, Porirua                                                                            | |
| Ferrocarril Billy Jones Wildcat                                            | 1 pies 6 plg (457 mm)                                                                                 | Estados Unidos  | Parque Oak Meadows y Parque Vasona, Los Gatos (California)                                       | [ 206 ] |
| Ferrocarril de Collegeville and Southern                                   | 1 pies 6 plg (457 mm)                                                                                 | Estados Unidos  |                                                                                                  | [ 207 ] |
| Tranvía de Heath Park                                                      | 1 pies 6 plg (457 mm)                                                                                 | Reino Unido     | Cardiff                                                                                          | [ 208 ] |
| Ferrocarril de Meadows and Lake Kathleen                                   | 1 pies 6 plg (457 mm)                                                                                 | Estados Unidos  |                                                                                                  | [ 209 ] |
| Museo Nacional del Ferrocarril                                             | 1 pies 6 plg (457 mm)                                                                                 | Australia       | Port Adelaida, Australia del Sur                                                                 | [ 210 ] |
| Ferrocarril de Semaphore & Fort Glanville Tourist                          | 1 pies 6 plg (457 mm)                                                                                 | Australia       | Semaphore (Australia del Sur)                                                                    | Operado por el Museo Nacional del Ferrocarril, Port Adelaida |
| Sundown Adventure Land                                                     | 1 pies 6 plg (457 mm)                                                                                 | Reino Unido     | Retford, Nottinghamshire                                                                         | |
| Tren del Terror                                                            | 1 pies 6 plg (457 mm)                                                                                 | Reino Unido     | New Metroland, Gateshead, Tyne & Wear                                                            | |
| Ferrocarril en miniatura de Venecia                                        | 1 pies 6 plg (457 mm)                                                                                 | Estados Unidos  | Venice Beach, California                                                                         | 1943–1968 |
| Museo de Travel Town                                                       | 18 1/2 plg (470 mm)                                                                                   | Estados Unidos  | Parque Griffith, Los Ángeles, California                                                         | |
| Ferrocarril Swanton Pacific                                                | 19 plg (483 mm)                                                                                       | Estados Unidos  | Rancho Swanton Pacific, Swanton, California                                                      | |
| Ferrocarril de Coronado                                                    | 1 pies 8 plg (508 mm)                                                                                 | Estados Unidos  | San Diego, California                                                                            | |
| Ferrocarril de Scarborough North Bay                                       | 1 pies 8 plg (508 mm)                                                                                 | Reino Unido     | Scarborough, North Yorkshire                                                                     | |
| Ferrocarril Miniatura de Stanley Park                                      | 1 pies 8 plg (508 mm)                                                                                 | Canadá          | Parque Stanley, Vancouver, British Columbia                                                      | |
| Pleasure Beach Express                                                     | 19 plg (483 mm)                                                                                       | Reino Unido     | Blackpool, Lancashire                                                                            | |
| Orient Express                                                             | 1 pies 10 plg (559 mm)                                                                                | Estados Unidos  | Denver                                                                                           | |
| Tren Miniatura de Vapor Little Puffer                                      | 1 pies 10 plg (559 mm)                                                                                | Estados Unidos  | Zoológico de San Francisco, San Francisco (California)                                           | |
| Bayou Le Zoo Choo Choo                                                     | 2 pies (610 mm)                                                                                       | Estados Unidos  | Parque Zoológico de Alexandria, Alexandría (Luisiana)                                            | [ 212 ] |
| Ferrocarril de Riverview Park                                              | 2 pies (610 mm)                                                                                       | Canadá          | Parque & Zoo de Riverview, Peterborough (Ontario)                                                | [ 213 ] |
| C.P. Huntington No. 3                                                      | 2 pies (610 mm)                                                                                       | Estados Unidos  | Parque Pullen, Raleigh (Carolina del Norte)                                                      | [ 214 ] |
| Tren del Circo Casey Jr.                                                   | 2 pies (610 mm)                                                                                       | Estados Unidos  | Disneyland, Anaheim                                                                              | |
| Tren de Centreville                                                        | 2 pies (610 mm)                                                                                       | Canadá          | Parque de Atracciones Centreville, Toronto, Canadá                                               | Una réplica de locomotora de vapor con ténder y cinco coches |
| Ferrocarril de Emerson Zooline                                             | 2 pies (610 mm)                                                                                       | Estados Unidos  | Parque Zoológico de San Luis, San Luis (Misuri), Misuri                                          | |
| Ferrocarril Miniatura de Forest Park                                       | 2 pies (610 mm)                                                                                       | Estados Unidos  | Fort Worth                                                                                       | [ 215 ] |
| Gatorland Express                                                          | 2 pies (610 mm)                                                                                       | Estados Unidos  | Gatorland, Orlando (Florida)                                                                     | |
| Greater Vancouver Zoo Railway                                              | 2 pies (610 mm)                                                                                       | Canadá          | Zoológico de la Gran Vancouver, Aldergrove, British Columbia                                     | Tiene dos estaciones, se detiene solo en una |
| Ferrocarril de Hermann Park                                                | 2 pies (610 mm)                                                                                       | Estados Unidos  | Parque Hermann, Houston                                                                          | Dos millas de vía, tres paradas |
| Ferrocarril Huff Puff y Whistle                                            | 2 pies (610 mm)                                                                                       | Estados Unidos  | Story Land, Glen, New Hampshire                                                                  | |
| Kennedy Express                                                            | 2 pies (610 mm)                                                                                       | Estados Unidos  | Parque Kennedy (Hayward, California), Hayward (California)                                       | |
| Ferrocarril de Oregon Pacific                                              | 2 pies (610 mm)                                                                                       | Estados Unidos  | Parque de atracciones Oaks, Portland (Oregón)                                                    | [ 216 ] |
| San Antonio Zoo Eagle                                                      | 2 pies (610 mm)                                                                                       | Estados Unidos  | Parque Brackenridge, San Antonio (Texas), Texas                                                  | [ 217 ] |
| Ferrocarril de Tauber Family                                               | 2 pies (610 mm)                                                                                       | Estados Unidos  | Zoológico de Detroit, Royal Oak (Míchigan)                                                       | Donado por The Detroit News alrededor de 1931 y también apoyado por FCA US, clientes y la recaudación del zoológico |
| Turtle Back Junction                                                       | 2 pies (610 mm)                                                                                       | Estados Unidos  | Zoo de Turtle Back, West Orange (Nueva Jersey)                                                   | Dos trenes tipo C.P. Huntington |
| Ferrocarril del Parque de Van Saun                                         | 2 pies (610 mm)                                                                                       | Estados Unidos  | Paramus, New Jersey                                                                              | Tres trenes Allan Herschell "Iron Horse" S-24 2 pies (610 mm) de vía estrecha |
| Ferrocarril del Parque de Wicksteed                                        | 2 pies (610 mm)                                                                                       | Reino Unido     | Parque Wicksteed, Kettering, Northamptonshire                                                    | |
| Wildlife Express                                                           | 2 pies (610 mm)                                                                                       | Canadá          | Parque de Vida Salvaje de Columbia Británica, Kamloops, Columbia Británica                       | |
| Tren del Zoo                                                               | 2 pies (610 mm)                                                                                       | Estados Unidos  | Zoológico de Santa Bárbara, Santa Bárbara (California)                                           | |
| Zoofari Express                                                            | 2 pies (610 mm)                                                                                       | Estados Unidos  | Museo de la Vida y la Ciencia, Durham (Carolina del Norte)                                       | |
| Línea BuJu                                                                 | 2 pies 6 plg (762 mm)                                                                                 | Estados Unidos  | Burke Junction, Cameron Park (California)                                                        | [ 220 ] |
| Ferrocarril de Fort Wilderness                                             | 2 pies 6 plg (762 mm)                                                                                 | Estados Unidos  | Walt Disney World Resort, Bay Lake (Florida)                                                     | Desaparecido |
| Tren Minero a Través del País de las Maravillas de la Naturaleza           | 2 pies 6 plg (762 mm)                                                                                 | Estados Unidos  | Disneyland, Anaheim                                                                              | Desaparecido |
| Ferrocarril del Zoológico de Omaha                                         | 2 pies 6 plg (762 mm)                                                                                 | Estados Unidos  | Zoo y Acuario Henry Doorly, Omaha (Nebraska)                                                     | |
| Tren del Mañana Viewliner                                                  | 2 pies 6 plg (762 mm)                                                                                 | Estados Unidos  | Disneyland, Anaheim                                                                              | Desaparecido |
| Parque de Washington y Ferrocarril del Parque Zoológico                    | 2 pies 6 plg (762 mm)                                                                                 | Estados Unidos  | Parque de Washington (Portland, Oregón), Portland                                                | |
| Ferrocarril de Disneyland                                                  | 3 pies (914 mm)                                                                                       | Estados Unidos  | Disneyland, Anaheim                                                                              | Las dos locomotoras originales son modelos a escala 5:8 de una locomotora de ancho estándar. |

## Galería
|  |  |  |

|  |  |  |